# Iguaba Grande
Iguaba Grande este un oraș în unitatea federativă Rio de Janeiro (RJ), Brazilia.